# Castanotherium distinctum
Castanotherium distinctum är en mångfotingart som beskrevs av Carl 1912. Castanotherium distinctum ingår i släktet Castanotherium och familjen Zephroniidae. Inga underarter finns listade i Catalogue of Life.